# Microlocha entypa
Microlocha entypa är en fjärilsart som beskrevs av Edward Meyrick 1922. Microlocha entypa ingår i släktet Microlocha och familjen praktmalar, Oecophoridae. Inga underarter finns listade i Catalogue of Life.